# Cleto Zavala
Cleto Zavala Arámbarri (Bilbao, 26 de abril de 1847 - Madrid, 1 de enero de 1912) fue un compositor, pianista y director español.

## Biografía
Se inició en la música con su padre y, poco después, con Nicolás Ledesma, maestro de la capilla de Santiago de Bilbao. En Madrid aprendió armonía y composición y continuó sus estudios de piano. Estudió con Emilio Arrieta en el Conservatorio de Madrid. Fue un autor bastante temprano y a su regreso, estrenó en Bilbao la ópera La hija del pescador (1881), que obtuvo un rotundo éxito, lo que motivó que la Diùtación de Vizcaya, en 1882, lo becase   para ampliar sus estudios en Italia. Recorrió el país transalpino durante cinco años y se impregnó de música culta y popular. Durante esa larga estancia compuso no pocas obras íntimamente ligadas al riquísimo folklore del Mezzogiorno. De nuevo en su tierra, fue nombrado pianista de la sociedad liberal El Sitio. Posteriormente, fue nombrado director del Orfeón Bilbaíno, más tarde llamado Sociedad Coral de Bilbao. Con esta agrupación logró premios en concursos en San Sebastián, Gernika, Durango, Madrid y Barcelona. En los años siguientes despuntó como uno de los mejores autores corales del País Vasco. A mediados de la década de 1890 volvió la mirada hacia el teatro lírico, por lo que decidió fijar su residencia en Madrid. En Madrid trabajó en el Teatro Apolo y en el Novedades, estrenando en 1895 las zarzuelas El señor barón y El Niño de Jerez y en 1899 Varietés, zarzuelas verdaderamente ambiciosas que despertaron el entusiasmo. En 1901 estrenó su ópera Marcia, posteriormente desaparecida. También es autor de una Misa y de varias obras corales.